# Фейсал ібн Абдель Азіз Аль Сауд
Фейсал I (14 квітня 1906 — 25 березня 1975) — 3-й король Саудівської Аравії з 1964 по 1975 з династії Саудитів.

## Життєпис
Фейсал — третій син Абделя Азіза ібн Сауда, родоначальника Саудівської королівської родини. Будучи одним із старших синів, зіграв важливу роль в консолідації влади на Аравійському півострові в руках свого батька. У 1925 році під його командуванням армія Саудівських лоялістів встановила контроль над провінцією Хіджаз. За це в 1932 році, після створення об'єднаного королівства Саудівської Аравії, Фейсал отримав пост міністра закордонних справ. Якийсь час він представляв Саудівську Аравію в ООН. У 1930-ті роки за дорученням батька побував у Москві та Ленінграді. Після смерті батька в 1953 році Фейсал став спадкоємцем престолу, вступивши в протиборство зі своїм єдинокровним братом, королем Саудом (поки той був на лікуванні). Підтриманий братами Фадхом і Султаном, Фейсал в 1964 році став королем, а його брат Сауд за посередництва улемів зрікся престолу і був висланий з країни до Женеви. Правління Фейсала ознаменувалося величезним зростанням нафтовидобутку, що в поєднанні зі зростанням цін на нафту принесло королівству небачені багатства. Це дозволило провести ряд кардинальних реформ в країні, побудувати нову інфраструктуру.
У 1928 році за вказівкою Фейсала було знищено Могилу Єви, на тій підставі, що воно заохочувало забобони. А саме місце могили було забетоновано релігійною владою Саудівської Аравії в 1975 році, у зв'язку з тим, що паломники в порушення ісламських традицій молилися на могилі після сезону хаджу.

### Король
Ставши королем, Фейсал не став продовжувати зовнішньополітичну лінію свого брата. Настало «похолодання» у відносинах із Західними країнами, особливо з США після війни Ізраїлю проти арабських країн. 17 жовтня 1973 Фейсал несподівано зняв саудівську нафту зі світових ринків, збільшивши ціну на неї в 4 рази, чим спровокував глобальну енергетичну кризу.
25 березня 1975 Фейсал був застрелений своїм племінником, принцом Фейсалом ібн Мусаїдом, котрий повернувся в країну після навчання в американському університеті, який мстився за смерть свого брата Халіда бін Мусаїда, застреленого поліцейським під час мітингу проти секуляризації і телебачення. Замах стався під час звичайного для саудівського короля прийому громадян (тому його зняло саудівське ТБ). Племінник підійшов разом з кувейтською делегацією до короля, той впізнав його і покликав до себе. Племінник нагнувся до короля для обіймів і поцілунку, витягнув пістолет і тричі впритул вистрілив у короля (одна куля в підборіддя, інша у вухо, третя мимо). Племінник, який зробив замах, був сильно побитий охоронцями і тільки крики міністра нафти змогли зупинити їх. Король був доставлений у госпіталь, але переливання крові та масаж серця не врятували його. Вбивця був офіційно оголошений божевільним, також обговорювалися його проблеми з алкоголем та наркотиками (в 1970 році він був заарештований в Колорадо за торгівлю ЛСД і гашишем), через що король нібито заборонив йому виїжджати з Саудівської Аравії. Однак судово-медичні експерти визнали його осудним у момент скоєння злочину, тому він був визнаний винним у вбивстві монарха і страчений відрубуванням голови 18 червня 1975, попри прохання смертельно пораненого короля пощадити племінника.
Наступником короля Фейсала став його єдинокровний брат Халід.
Сини короля Фейсала отримали добру європейську освіту в порівнянні з іншими Саудівськими принцами. Принц Турки ібн Фейсал вчився в школі Нью-Джерсі і в Джорджтаунському університеті. Принц Сауд ібн Фейсал вчився в Принстонському університеті.
Принаймні троє синів короля Фейсала посідали важливі посади: Принц Халід аль Фейсал був губернатором провінції Асир більше 30 років, потім в 2007 році став губернатором провінції Мекка. Принц Сауд аль Фейсал був міністром закордонних справ з 1975 року. Останній син Фейсала Турки (народився 15 лютого 1945 в Мецці) домігся поста начальника саудівської розвідки (араб. رئاسة الاستخبارات العامة англ. General Intelligence Directorate) в 1979 році й успішно очолював її близько 23 років, проте за 10 днів до подій 11 вересня 2001 року був несподівано звільнений. Потім він працював послом Саудівської Аравії у Великій Британії та США.